# Операция «Мост III»

Самолёт Дакота

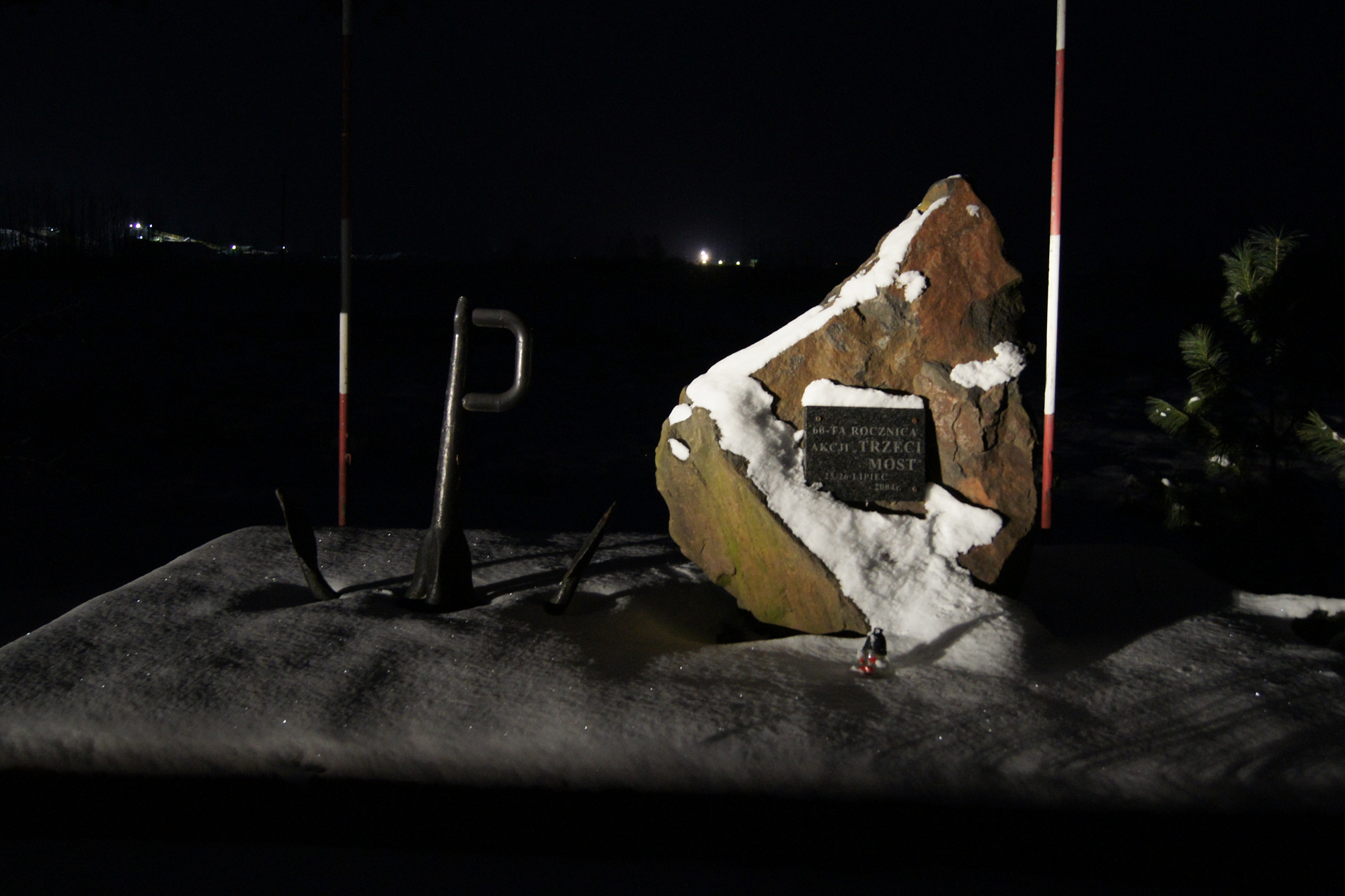
Памятник в честь 60-летия проведения операции «Мост III», Вал-Руда, Тарнувский повят, Малопольское воеводство

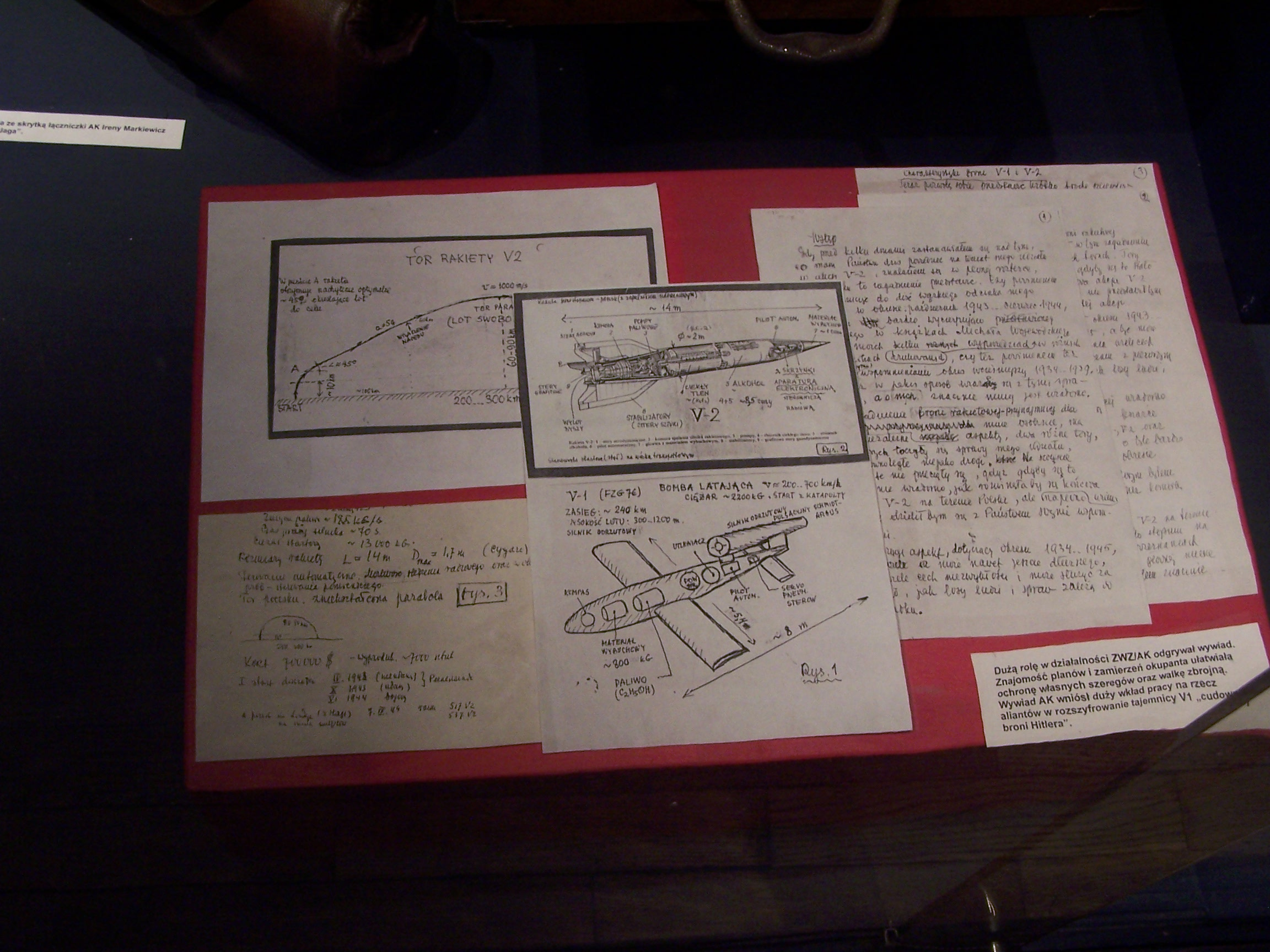
Рапорт о проведении операции

Операция «Висла» (пол. Operacja «Most III») или в английской историографии — Operation Wildhorn III — совместная специальная операция королевских ВВС Великобритании и Польского правительства в изгнании, проведённая в ночь с 25 на 26 июля 1944 года. Целью операции была обеспечение доставки курьеров Польского правительства в изгнании в оккупированную Польшу и возвращение их обратно вместе с группой польских участников сопротивления. Курьерам была поставлена задача получить и доставить в Великобританию элементы ракеты Фау-2, которые были захвачены польскими партизанами в районе реки Западный Буг.

## Ход операции
В ноябре 1943 года Отдел разведки Армии крайовой заполучил элементы ракеты Фау-2, которая была использована германскими войсками в центральной Польше возле населённого пункта Близна. Другие элементы Фау-2 были захвачены частями армии крайовой в районе села Сарнаки возле города Семятыче. Части ракеты были доставлены в подпольную лабораторию в Варшаве и там проанализированы профессорами Янушом Грошковским, Марцелином Струшинским и Антони Коцъяном.
Операция «Мост III» была поручена экипажу самолёта Дакота (KG-477 «V») 267-й эскадрильи королевских ВВС. В состав экипажа входили лейтенант Джордж Каллифорд, второй пилот Казимеж Шрайер из 1586-й Эскадры специального назначения, штурман Дж. П. Вильямс и связист сержант Дж. Аппелби. Экипаж взлетел с аэродрома Кампо-Казале в Италии 25 июля в 19.28. Во время полёта до цели самолёт сопровождал истребитель KG-827 «U» из 1586-й Эскадры специального назначения, управляемый Болеславом Корповским. Первоначально для операции были назначены два истребителя B-24, однако один из них по техническим причинам в назначенное время не взлетел. 26 июля в 00.23 минут самолёт Дакота приземлился на аэродроме под кодовым названием «Мотыль», который находился в окрестностях сёл Вал-Руда, Забава, Ядовники-Мокре в окрестностях Тарнува и возвратился обратно в аэродром Бриндизи. Полёт имел кодовое название «Wildhorn III». За этот полёт новозеландский лётчик Джордж Каллифорд получил высшую польскую военную награду Virtuti Militari.
Самолёт Дакота доставил в оккупированную Польшу польских курьеров Казимежа Бильского (псевдоним Рум), Яна Новак-Езёраньского (псевдоним Zych), Лешека Сташинского (псевдоним Малева) и Богуслава Рышарда Вольняка (псевдоним Мента). Во время операции «Мост» из Польши в Бриндизи были доставлены Ежи Хмелевский, Юзеф Ретингер, Томаш Арцишевский (псевдоним Станислав), Тадеуш Хцюка (псевдоним Цельт) и Чеслав Мичинский. Первоначальной целью польских курьеров была доставка в Великобританию Антония Коцъяна (бывший узник Освенцима № 4267), которому было приказано доставить из окрестностей деревни Сарнаки добытую 20 мая 1944 года ракету Фау-2 и техническую документацию в Великобританию. Однако Антоний Коцъян был арестован гестапо и доставка ракеты Фау-2 на аэродром «Мотыль» было поручено Ежи Хмелевскому (тоже бывший узник Освенцима).
Загрузка частей Фау-2 и курьеров проводилась с предельной осторожностью из-за наличия значительной силы противника в близлежащих сёлах. Самолёт не смог взлететь с первой попытки из-за буксировки шасси в мокром грунте. После третьей неудачной попытки согласно операции предполагалось разрушить самолёт. После того, как после второй попытки самолёт был разгружен и под его шасси были положены доки, состоялся удачный взлёт. В Италии самолёт приземлился утром в 5:43.
Вся операция длилась 10 часов 15 минут.
За безопасность операции на территории Польши отвечал отряд Армии крайовой под командованием Адама Гондека. Ответственным за состояние аэродрома «Мотыль» отвечал капитан Владислав Кабат (псевдоним Бжехва). Общая численность участвующих в операции «Мост III» на территории оккупированной Польши составляла около 400 человек.
В конце июля 1944 года части Фау-2 и техническая документация были доставлены в Лондон.

## Память
- В 2004 году в селе Вал-Руда был установлен памятник в честь 60-летия проведения операции «Мост III».